# JAX-RPC
A JAX-RPC azaz a Java API for XML-based RPC  lehetővé teszi egy Java alkalmazás számára, hogy Java alapú webszolgáltatást hívjon egy jól definiált leírás alapján, miközben végig konzisztens marad az ő web szolgáltatás leírójával is. A JAX-RPC valójában webszolgáltatás feletti Java RMI-nek is mondható. A JAX-RPC 2.0-t átnevezték JAX-WS 2.0-ra. A JAX-RPC 1.0  már túlhaladott (deprecated) lett a Java EE 6-ban. 
A JAX-RPC szolgáltatás felhasználja W3C (World Wide Web Consortium) olyan sztenderdjeit, mint pl. WSDL.
A következőképp működik:
1. A Java program meghív egy metódust a stub-on (lokális objektum reprezentációja a távoli szolgáltatásnak)
2. A stub meghív egy rutint a  JAX-RPC Runtime System (RS)-en
3. Az RS konvertálja a távoli metódus hívást SOAP üzenetté
4. Az RS továbbítja az üzenetet HTTP kérésként

Az előnye az ilyen módszernek az, hogy lehetővé teszi a webszolgáltatásnak, hogy szerver oldalon valósítsák meg Java Servletként vagy EJB konténerben.
Tehát a servlet vagy az EJB alkalmazás elérhetővé válik webszolgáltatáson keresztül.